# Butch Feher
Raymond G. "Butch" Feher (Flint, Míchigan, 19 de mayo de 1954) es un exjugador de baloncesto estadounidense que jugó una temporada en la NBA. Con 1,93 metros de estatura, lo hacía en la posición de escolta.

## Trayectoria deportiva

### Universidad
Jugó durante cuatro temporadas con los Commodores de la Universidad de Vanderbilt, en las que promedió 12,9 puntos y 6,1 rebotes por partido. En su última temporada fue incluido en el tercer mejor quinteto de la Southeastern Conference.

### Profesional
Fue elegido en la trigésimo tercera posición del Draft de la NBA de 1976 por Phoenix Suns. donde jugó una única temporada, en la que promedió 5,2 puntos y 1,5 rebotes por partido. Tras ser despedido antes del comienzo de la temporada 1976-77, se retiró del baloncesto, regresando a Tennessee para entrar en el negocio familiar.

## Estadísticas de su carrera en la NBA

### Temporada regular
| Temporada | Edad | Equipo       | Liga | P  | TIT | MIN  | TC  | TCA | %TC  | 3P | 3PA | %3P | TL  | TLA | %TL  | R.OF. | R.DEF. | REB | ASIS | ROB | TAP | PER | FP  | PTS |
| 1976-77   | 22   | Phoenix Suns | NBA  | 48 |     | 10.1 | 1.8 | 3.4 | .531 |    |     |     | 1.6 | 2.1 | .768 | 0.4   | 1.2    | 1.5 | 0.8  | 0.2 | 0.1 |     | 1.0 | 5.2 |
| Total     |      |              | NBA  | 48 |     | 10.1 | 1.8 | 3.4 | .531 |    |     |     | 1.6 | 2.1 | .768 | 0.4   | 1.2    | 1.5 | 0.8  | 0.2 | 0.1 |     | 1.0 | 5.2 |